# ストーキングを扱った作品の一覧
ストーキングを扱った作品の一覧では、ストーキングを主題もしくは部分的に扱った作品のうち、第三者の言及を受けたものを掲載する。断りがない場合、作者や監督が明確であればその五十音順、不明瞭であれば作品名などの五十音順で掲載する。この基準は原作が小説で、映画化したなどの場合も変えないものとする。
サリー大学教授のブラン・ニコルはストーキングについて、フィクションで現実的な事象として描写され、激化と反復という性質からサスペンスに適していると述べている。中でも、受け手に続きを示唆する終わり方の作品に向いている。ただし、「ストーカー」という言葉自体は新しいものの、その誕生以前から類似した行為は指摘されている。ある批評家によると、神話や聖書の時代から事例は見られる。これについてニコルは、付きまとわれることが人間の根源的な恐怖であることを理由にしている。そして人々がストーキングをフィクションとして消費するのは、犯罪やホラー作品での悲惨な出来事が受け手が安全な環境下で見られることと、少数の良心的な人間によりその災厄が制御できるという夢物語が楽しめることを理由に挙げている。その一方で、ストーカーの持つ欲望や感情は、そうでない人々のものと大差がないとしている。そして、ストーカーとそれ以外の人々の境界は明確ではないと述べている。武蔵大学准教授の北村紗衣は、批評における精読と異なり、現実世界で相手の意志にそぐわない形で他者の考えを探ることはプライバシーの侵害と断定している。社会学者の伊田広行は『AERA』にて、芸能人のテレビ番組での発言やアニメ・漫画におけるヤンデレの存在など、社会全体が歪な恋愛観を肯定していると警鐘を鳴らしている。

## 伝承
- 安珍・清姫伝説

歴史研究家の川口素生は、以下を21世紀のストーカーの類似点として挙げている。
- 気に入った男性を執念深く追いかける点。
- 追う側の必死さ。
- 思い人の殺害という結末。
- 男性の優柔不断さ。

- スフィンクス

ユング派の心理学者から「誘惑するアニマ」の原型として取り上げられている。

## 文学・小説
- アイリス・マードック『海よ、海（英語版）』[12]
- イアン・マキューアン『愛の続き（英語版）』[13]
- エドガー・アラン・ポー『群集の人』[14]
- エミリー・ブロンテ『嵐が丘』[15]
- エルネスト・サバト『トンネル（英語版）』[16]
- ガブリエル・ガルシア＝マルケス『コレラの時代の愛』[17]
- 川端康成『みづうみ』

主人公は気に入った女性を見つけると、追いかけずにはいられない性質を持つ。女性を独占するには殺人しか手段がないことを主人公は認識しているものの、主人公は自制し、殺人を拒絶している。村上は主人公について、エロトマニアに近い心性だと述べている。
- キャロライン・ラム『グレナヴォン』[21]
- 小林信彦『結婚恐怖』[22]
- サミュエル・リチャードソン『クラリッサ、あるいは若き淑女の物語（英語版）』[23]
- ジェイ・マキナニー『モデル・ビヘイヴィア』[24]
- シャルル・ボードレール「通りすがりの女に」[25]
- セーレン・キェルケゴール「誘惑者の日記」

現実でのレギーネ・オルセンをコーデリア・クールという登場人物に置き換えた、著者の小説風告白。
- 滝沢馬琴『南総里見八犬伝』

主人公である犬塚志乃の許嫁である浜路は、悪役である網干左母二郎に付きまとわれる。
- 『竹取物語』

5人の求婚者たちが登場する前にあらゆる男性がかぐや姫の姿を一目見ようと昼夜問わずかぐや姫の家の周りにいた。彼らは勝手に垣根に穴を開けて中を覗き見たり、周囲を徘徊するなどしていた。この様子を川口はストーカーと評している。
- ダンテ・アリギエーリ
  - 『神曲』[17]
  - 『新生』[29]
- チャールズ・ディケンズ
  - 『荒涼館』[30]
  - 『我らが共通の友（英語版）』[31]
- トーマス・マン『ヴェニスに死す』[32]
- 夏目漱石『こゝろ』

土居健郎『甘えの構造』では、本作は日本人の甘えを表現したと、精神文学的解釈が行われた。登場人物である「先生」の「K」への強い執着は脅迫的ストーカーのような攻撃性があると村上は評している。これは同性愛のような要素が見られるが、同性を対象とするストーカーは一定数存在し、特にスター・ストーカーには多い。これは歪んだ自己愛の可能性があると日本橋学館大学（後の開智国際大学）教授の村上千鶴子は指摘している。
- ニック・ホーンビィ『ア・ロング・ウェイ・ダウン』[35]
- パトリシア・ハイスミス
  - 『愛しすぎた男』[16]
  - 『ヴェネツィアで消えた男』[36]
  - 『太陽がいっぱい』[37]
- パトリック・ハミルトン（英語版）『The Siege of Pleasure』[38]
- 『浜松中納言物語』

主人公の浜松中納言と相思相愛の姫君が、後に皇太子となる式部卿の宮に付きまとわれている。眠っている姫君の顔に衣類を押し当てて誘拐するも、姫君は浜松中納言を慕い続けていた。困った式部卿の宮は経緯を浜松中納言に話し、浜松中納言は姫君が自身の異母妹と嘘を吐くこととなった。
- 樋口一葉『にごりえ』[40]
- ヘレン・ザハヴィ（英語版）『Dirty Weekend』[41]
- ホメーロス『オデュッセイア』

キルケーがユング派の心理学者の言う「誘惑するアニマ」の原型として取り上げられている。
- マーガレット・アトウッド
  - 『食べられる女（英語版）』[42]
  - 『Bodily Harm』[42]
- ミュリエル・スパーク『死を忘れるな（英語版）』[43]
- 村上龍『オーディション』[44]
- 紫式部『源氏物語』

川口は本作において葵の上、六条御息所、頭中将をストーカーの代表例として取り上げている。国文学者の林田孝和は葵の上と六条御息所の間で新斎院の御禊の日に起きた「車争い」について、後妻打ちの存在に触れている。これによって恥をかかされた六条御息所は生霊として、妊娠していた葵の上を苦しめた。病死後、六条御息所は紫の上や女三の宮を死霊として苛んだ。頭中将は光源氏を尾行し、源典侍の逢瀬の場にて二人を太刀で脅すなどの行動が川口に指摘されている。
- 『物くさ太郎』

主人公の物くさ太郎は都からの帰郷の際に結婚相手を探すべく、辻取りを行う。清水寺で出会った上臈女房に一目惚れして追いかける。果ては奉公先を調べて縁の下に潜むなどしている。
- ブラム・ストーカー『吸血鬼ドラキュラ』[51]
- ポール・オースター『シティ・オブ・グラス』[52]
- マルク・ベーム（英語版）『氷の接吻』[53]
- 柚木麻子『ナイルパーチの女子会』

同年齢である主婦のウェブログを楽しみにしていたキャリアウーマンが、更新停滞を期にストーカーに豹変する話。小早川は新しい様態のストーカーを先取りした小説と評している。
- ヨハン・ヴォルフガング・フォン・ゲーテ『若きウェルテルの悩み』[16]
- ルイーザ・メイ・オルコット『愛の果ての物語』

『命懸けの恋愛遊戯』とも称す。ヒロインのローザモンドは夫の過去の凶悪犯罪と重婚を知り、離婚を試みるも夫に追い回された挙句、殺される。ミューレン、パテ、パーセルは、今日のタブロイド紙が本作に新たな意味や現代文化の観念との関係を構築したと述べている。
- ロバート・ルイス・スティーヴンソン『ジキル博士とハイド氏』[51]

## オペラ
- アルバン・ベルク『ヴォツェック』

交際していた女性に愛想を尽かされた男性が、逆上して女性を殺すケースとして挙げられている。
- ジャコモ・プッチーニ『トゥーランドット』

姫であるトゥーランドットが、ユング派の心理学者の言う「誘惑するアニマ」の原型として取り上げられている。
- ジョルジュ・ビゼー『カルメン』

交際していた女性に愛想を尽かされた男性が、逆上して女性を殺すケースとして挙げられている。

## 能
- 金春禅竹『定家』

定家が没後蔦葛となって式子内親王の墓にてその霊を困らせる。
- 観阿弥『卒塔婆小町』

四位少将が死後怨霊として、小野小町扮する老婆を悩ませる。

## 歌舞伎
- 『杜若艶色紫』[60]
- 『京鹿子娘道成寺』[61]
- 河竹新七 (3代目)
  - 『江戸育御祭佐七』

婚約者同士だった纏持ちの佐七と柳橋の芸者・小糸は、加賀藩士である伴平の虚言で佐七が小糸を殺め、その後真相を知った佐七は伴平を殺す。川口は伴平と佐七をストーカーと評している。
- - 『籠釣瓶花街酔醒』[63]
- 瀬川如皐 (3代目)『業平文次松立曳』

本所業平が亀戸天神にて水垢離を行っていたお町という娘を助け、彼女と祝言を挙げた上で、彼女に言い寄る大伴蟠龍軒を倒す。
- 奈河七五三助『隅田川続俤』[63]

## 古浄瑠璃
- 井上播磨掾『花山院后諍』[64]

## 人形浄瑠璃
- 近松門左衛門
  - 『心中天網島』
  - 『ひちりめん卯月の紅葉』[63]
- 『鳥羽恋塚物語』[63]

## 舞台
- ウィリアム・シェイクスピア『オセロ』[65]

## 音楽
- 阿部真央「ストーカーの唄～3丁目、貴方の家～」[66]
- オオタスセリ「ストーカーと呼ばないで」[67]
- デッド・オア・アライヴ「ユー・スピン・ミー・ラウンド」[68]
- ポリス「見つめていたい」

ストーカーの恋愛感情を人気を呼びやすいメロディーに載せた楽曲。
- ミドリカワ書房「誰よりもあなたを」[70]

## 漫画
- 赤坂アカ、横槍メンゴ『【推しの子】』

キーパーソンである人気アイドルでグループのセンターを務める星野アイは、ストーカーに刺殺される。
- えすのサカエ『未来日記』

メインヒロインの我妻由乃が主人公・天野雪輝のストーカーとして、雪輝のことを携帯電話の日記に認めている。精神科医の吉田眞はこの様子について、ファン心理として誰にでもある要素だとしつつ、発達障害や人格障害の可能性を指摘している。
- 梶原一騎、ながやす巧『愛と誠』

主人公で早乙女財閥令嬢の愛は、命の恩人で不良の太賀真と共依存の関係を持つ。上智大学教授である福島章の分類における「ナルシスト系」と、架空人物精神分析研究会の山本敦司は愛について述べている。
- 久米田康治『さよなら絶望先生』

「絶望先生」こと主人公の糸色望は、担任するクラスの生徒である常月まといにストーカー行為をされている。
- ジョージ・ヘリマン『クレイジー・カット』[77]
- スタン・リー『スパイダーマン』[78]
- 空知英秋『銀魂』

エリート忍者の猿飛あやめが、主人公の坂田銀時に対してストーカー行為を行っている。
- 千田大輔『異常者の愛』

主人公の一之瀬一弥は三堂三姫に付きまとわれ続ける。
- チャールズ・モンロー・シュルツ『ピーナッツ』[17]
- 藤原ここあ『妖狐×僕SS』

主人公の白木院凛々蝶はシークレットサービス（SS）という、先祖返りした妖怪のボディガードにあたる御狐神双熾に好意を向けられ、ストーカーと呼ばれても差し支えない行為をされている。
- 望月峯太郎『座敷女』[82]

## 映画
- アーヴィン・カーシュナー『アイズ』（1978年）[83]
- アーマンド・マストロヤンニ『血ぬられた花嫁（英語版）』（1980年）[84]
- アルフレッド・ヒッチコック『めまい』（1958年）[52]
- アレン・シャピロ『ダリアン 美しき狂気（英語版）』（1993年）[85]
- 石井輝男『異常性愛記録 ハレンチ』（1969年）[86]
- ウェス・クレイブン『エルム街の悪夢』（1984年）[87]
- エイドリアン・ライン
  - 『危険な情事』（1987年）

主人公のダン・ギャラガーが雑誌編集者のアレックスと一夜限りの浮気の後で、アレックスに嫌がらせを受けるようになる話。犯罪学者の越智啓太は、女性の拒絶型ストーカーを描いた作品と評している。福島は、自身の分類からボーダーライン系（境界性人格障害）と評している。ストーカーという言葉の広がりに一役買ったほか、ストーカーは女性というステレオタイプを広げた。
- - 『幸福の条件』（1993年）[17]
- 衣笠貞之助『地獄門』（1953年）

平治の乱にて活躍を認められた主人公の盛遠が、ヒロインの袈裟に一目惚れして妻に所望する。しかし、袈裟は夫と仲睦まじく、盛遠は嫉妬に狂い刃傷沙汰となる。
- キャメロン・クロウ『バニラ・スカイ』（2001年）[85]
- クエンティン・タランティーノ
  - 『キル・ビル』[92]
  - 『デス・プルーフ in グラインドハウス』（2007年）[85]
- クリストファー・ノーラン『フォロウィング』（1998年）[93]
- クリント・イーストウッド
  - 『恐怖のメロディ』（1971年）

一夜限りの性的関係を持った主人公デイヴ・ガーヴァーと加害者エヴリン・ドレイパーによる物語。精神を病んだ人間が被害者を追い回す映画の青写真とニコルは称している。
- - 『ミスティック・リバー』（2003年）[92]
- ゲーリー・トゥルースデイル（英語版）、カーク・ワイズ（英語版）『美女と野獣』（1991年）

ディズニー・ヴィランズのガストンが主人公でディズニープリンセスのベルをつけまわしている。
- 今敏『パーフェクトブルー』（1997年）

アイドルから女優に転身した主人公の霧越未麻は、マネージャーの日高ルミに唆された内田守にストーキングを受ける。
- ジェームズ・フォーリー『悪魔の恋人』（1996年）[98]
- ジェーン・カンピオン『ピアノ・レッスン』（1993年）[17]
- ジム・ギレスピー（英語版）『ラストサマー』（1997年）[99]
- ジャック・ターナー『キャット・ピープル』（1942年）[100]
- ジョエル・シュマッカー『フォーリング・ダウン』（1993年）[92]
- ショーン・S・カニンガム『13日の金曜日』（1980年）[87]
- ジョセフ・ルーベン『愛がこわれるとき』（1991年）[98]
- ジョナサン・カプラン『不法侵入』（1992年）[82]
- ジョン・カーペンター『ハロウィン』[101]
- ジョン・シュレシンジャー『パシフィック・ハイツ』（1990年）[98]
- ジョン・ポルソン『プール』（2002年）[85]
- J・リー・トンプソン『恐怖の岬』（1962年）[102]
- 城定秀夫『悦楽交差点』（2016年）[103]
- スティーヴン・スピルバーグ『激突!』（1971年』[101]
- 高橋伴明『DOOR』（1988年）[104]

訪問販売を行うセールスマンが主婦に適当にあしらわれたを切っ掛けに、性的ないたずら電話から殺人へと事態が悪化するサイコスリラー映画。
- デイヴィッド・リンチ『ブルーベルベット』（1986年）[52]
- デヴィッド・フィンチャー『セブン』（1995年）[106]
- トニー・スコット『ザ・ファン』（1996年）

スター・ストーカーを扱った作品。職場でも家庭でも居場所がないセールスマンである主人公のギルが、野球のスタープレイヤーであるボビーに人生の夢を掛けるようになる。ボビーがスランプから復調した後ギルは自分がスターに成り代わろうと、妄想からくる一種の復讐に走るようになる。村上はギルについて精神医学的には、反社会性人格障害、妄想性人格障害を持っており、家庭崩壊と失業とボビーへの失望からストーカー行為が悪化したとみなしている。
- トビー・フーパー『悪魔のいけにえ』（1974年）[101]
- ドミニク・モル『ハリー、見知らぬ友人』（2000年）[109]
- ドン・シーゲル『白い肌の異常な夜』（1971年）[92]
- 中前勇児『それぞれの花』（2022年）[110]
- ニコール・カッセル『The Woodsman』（2004年）[85]
- ノーラ・エフロン『めぐり逢えたら』（1993年）[85]
- バーベット・シュローダー『ルームメイト』（1992年）[98]
- フランソワ・トリュフォー『アデルの恋の物語』（1975年）

1863年、主人公でヴィクトル・ユーゴーの娘であるアデルは初恋の相手でイギリス騎兵中尉のピンソンを追ってカナダのハリファックスに辿り着く。アデルはピンソンへのつきまといや父に虚偽の婚約の報告を行うも、最後は正常な意識を失いサン・マンデの精神病院にて没する。村上はアデルを恋愛関係の破綻によって発生した精神病型のストーカーと位置付けている。
- フリッツ・ラング『M』（1931年）[100]
- フレッド・ウォルトン『夕暮れにベルが鳴る』（1979年）[84]
- フレッド・ダースト『ファナティック ハリウッドの狂愛者』（2019年）[114]
- ペドロ・アルモドバル『トーク・トゥ・ハー』（2002年）[16]
- ベン・スティラー『ケーブルガイ』（1996年）[85]
- ポール・リンチ『プロムナイト』（1980年）[84]
- ボビー・ファレリー、ピーター・ファレリー『メリーに首ったけ』（1998年）[85]
- ホルヘ・モンテシ（フランス語版）『ザ・ストーカー 狂気の愛（英語版）』（1996年）[115]
- マーク・ロマネク『ストーカー』（2002年）[116]
- マーティン・スコセッシ
  - 『キング・オブ・コメディ』（1982年）[85]
  - 『ケープ・フィアー』（1991年）[115]
  - 『タクシードライバー』（1976年）

主人公のビックルはタクシーの安全性を利用して女性を尾行する。ニコルは本作について、傷ついたり暴力的な性質を持っていたりする人々によるストーキング行為の細部に影響を与える過程を示した作品と述べている。
- マイク・ニコルズ『卒業』（1967年）[17]
- マイケル・ラドフォード『イル・ポスティーノ』（1994年）[17]
- 増村保造『刺青』（1966年）

大店の娘と駆け落ちした奉公人が、旗本に娘を取られた上に娘に刺殺され、娘は旗本に殺される。NPO法人ヒューマニティ理事長の小早川明子は奉公人を指して、拒絶型のストーカーと述べている。
- ミゲル・アルテタ（英語版）『チャック&バック』（2000年）[120]
- リチャード・エアー『あるスキャンダルについての覚え書き』（2006年）[85]
- リドリー・スコット『テルマ&ルイーズ』（1991年）[92]
- ロジャー・ミッチェル『Jの悲劇』（2004年）

作家で大学教授を務める主人公のジョーが、ファンを自称するジェッドに同性愛の恋愛妄想を募らせられる他、ジョーの恋人のクレアが殺されそうになる。越智はジェッドを親密希求型のストーカーと評している。
- ロブ・ライナー『ミザリー』（1990年）[121]

## テレビドラマ
- スティーブン・J・キャネル「絹の疑惑 シルク・ストーキング（英語版）」[98]
- 「ジェラシー」[82]
- 「十年愛」[82]
- 「ずっとあなたが好きだった」[82]
- 「ストーカー・誘う女」[122]
- 「ストーカー 逃げきれぬ愛」[122]
- Peter Baynham, Steve Coogan, Armando Iannucci『I'm Alan Partridge』[106]
- 「101回目のプロポーズ」[123]
- 「ホームルーム」[124]
- マイケル・スウィッツァー（英語版）「ストーカー 異常性愛（英語版）」（1993年）[82]
- Leigh Francis『Bo' Selecta!』[106]

## アニメ
- 幾原邦彦『輪るピングドラム』

登場人物・荻野目苹果は、姉・桃果の愛した多蕗桂樹に疑似恋愛感情を抱いてストーカー行為を働き、プロジェクトMなる作戦を実行する。

## パフォーマンス・アート
- ヴィト・アコンチ
  - 「Following Piece」（1969年）[126]
  - 「Proximity Piece」（1970年）[127]
- ソフィ・カル
  - 「ヴェネツィア組曲」（1988年）[128]